# Реньи (Эна)
Реньи́ (фр. Regny) — коммуна во Франции, находится в регионе Пикардия. Департамент коммуны — Эна. Входит в состав кантона Рибмон. Округ коммуны — Сен-Кантен.
Код INSEE коммуны — 02636.

## Население
Население коммуны на 2010 год составляло 209 человек.
| 1962 | 1968 | 1975 | 1982 | 1990 | 1999 | 2010 |
| ---- | ---- | ---- | ---- | ---- | ---- | ---- |
| 276  | 256  | 266  | 256  | 234  | 247  | 209  |

## Экономика
В 2010 году среди 138 человек трудоспособного возраста (15—64 лет) 90 были экономически активными, 48 — неактивными (показатель активности — 65,2 %, в 1999 году было 64,1 %). Из 90 активных жителей работали 85 человек (49 мужчин и 36 женщин), безработных было 5 (2 мужчин и 3 женщины). Среди 48 неактивных 15 человек были учениками или студентами, 19 — пенсионерами, 14 были неактивными по другим причинам.